# Bruna hund-affären

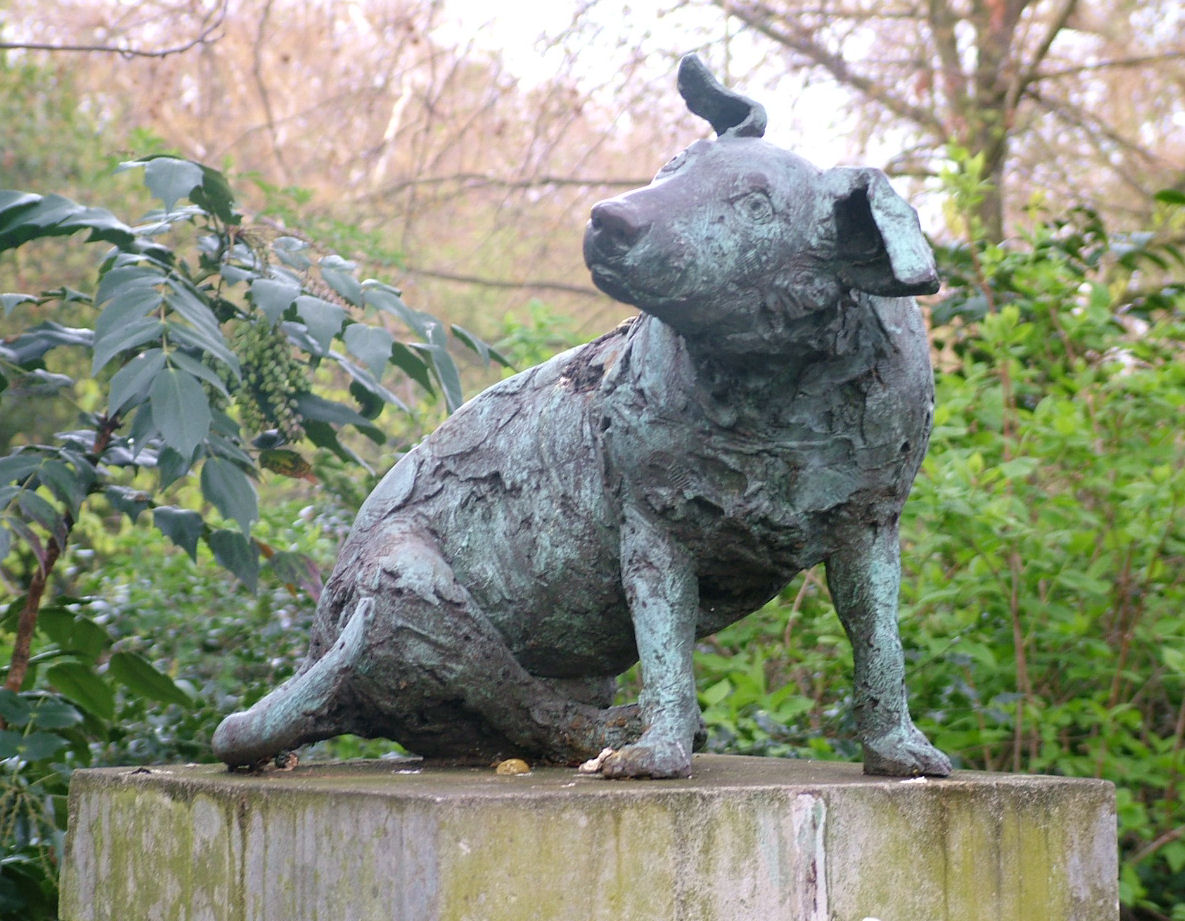
Den nya statyn av Nicola Hicks, som placerades i Battersea Park 1985.

Bruna hund-affären (engelska: Brown Dog affair) var en politisk konflikt om vivisektion i edvardianska England mellan åren 1903 till 1910. Konfliktens upprinnelse skedde i februari 1903 under en lektion på Department of Physiology vid University College London ledd av professor Ernest Starling, då läkaren William Bayliss demonstrerade en vivisektion på en brun terrier inför 60 medicinstudenter. Lektionen hade infiltrerats av de två svenska feministerna och djurrättsaktivisterna Lizzy Lind af Hageby och Leisa Katherine Schartau. Enligt skolan och Bayliss var hunden tillräckligt nedsövd, men enligt de svenska aktivister var hunden vid medvetande och sprattlade. Ingreppet fördömdes som grymt och olagligt av National Anti-Vivisection Society. Bayliss, vars forskning på hundar ledde till upptäckten av hormoner  stämde föreningen för ärekränkning, och vann i Royal Courts of Justice.
Antivivisektionister beställde en bronsstaty över hunden, vilken avtäcktes 1906 i Battersea, något som provocerade medicinstudenter och andra, som kom att kallas för anti-doggers. På monumentets plakett stod det:
| ” | In memory of the brown Terrier Dog done to death in the laboratories of University College in February 1903 after having endured vivisection extending over more than two months and having been handed over from one vivisector to another till death came to his release. Also in memory of the 232 dogs vivisected in the same place during the year 1902. Men and women of England: How long shall these things be? | „ |

 Monumentet vandaliserades vilket ledde till att polis tvingades vakta det dygnet runt. Den 10 december 1907 marscherade 1 000 anti-doggers genom centrala London. På Trafalgar Square uppstod stridigheter mellan dem och suffragetter, fackföreningsfolk, och 400 poliser. Stridigheterna har kallats för Bruna hund-upploppen.
I mars 1910 hade Battersea Council tröttnat på de ständiga problemen som statyn orsakade och sände fyra personer, eskorterade av 120 poliser, för att om natten montera ned statyn. Det påstås att den efter detta smältes ned, trots en namninsamling för statyn, bestående av 20 000 namn lämnades in. En ny staty av den bruna hunden beställdes av antivivisektionistgrupper mer än 70 år senare som placerades i Battersea Park år 1985.
Konflikten ledde till upprättandet av en statlig utredning för att undersöka användningen av djur vid experiment. Affären blev en cause célèbre som rapporterades dela landet.

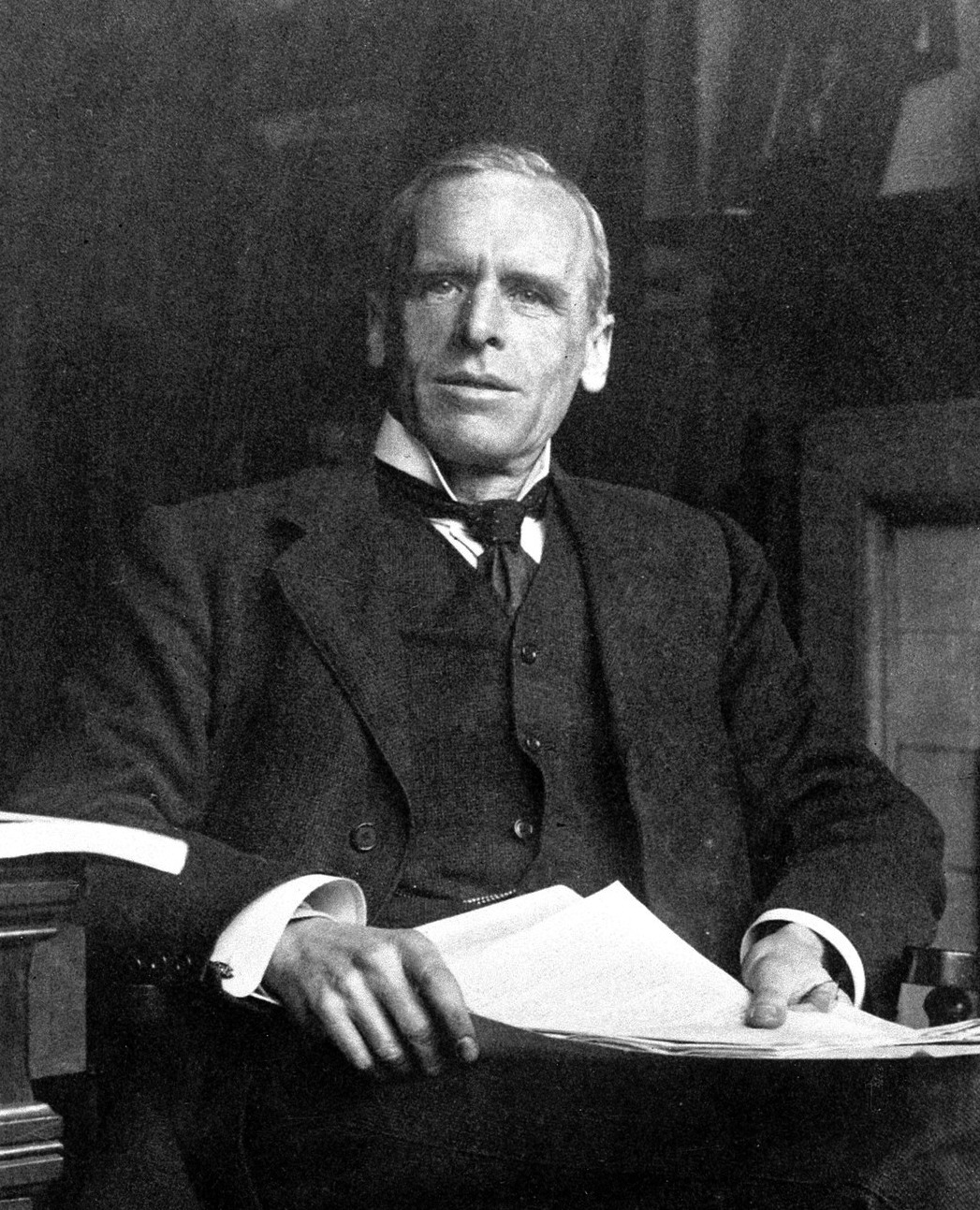
Ernest Starling (1866–1927)
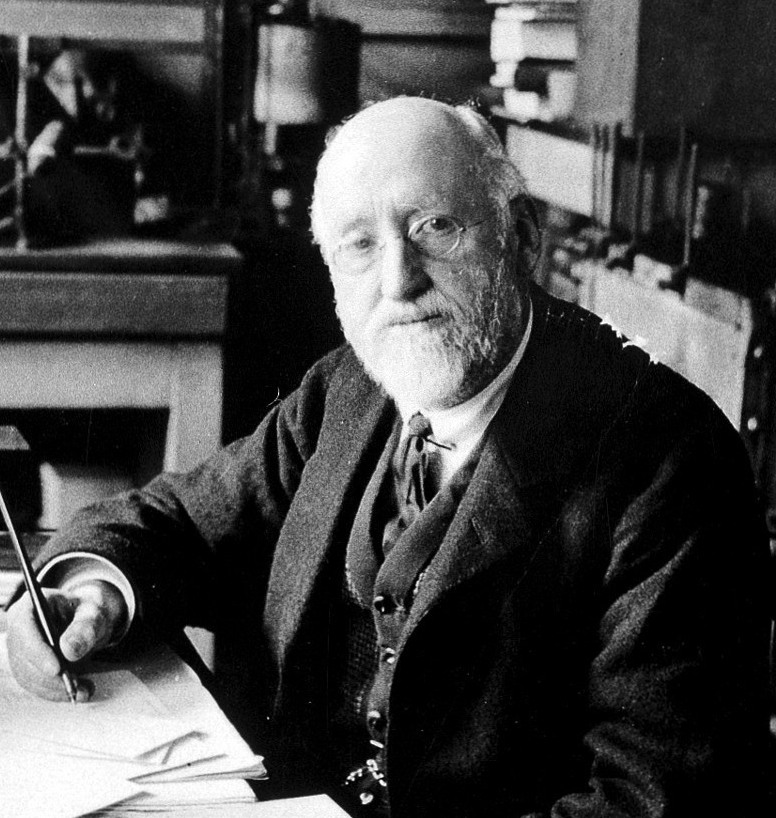
William Bayliss (1860–1924)
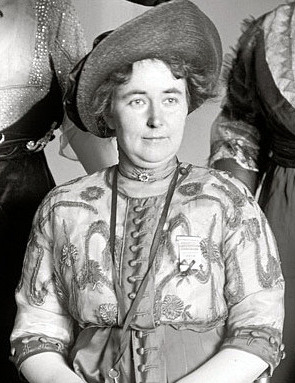
Lizzy Lind af Hageby (1878–1963)